# Dariusz Czyż
Dariusz Czyż (ur. 10 lutego 1965 w Krakowie) – szopkarz krakowski, z zawodu mechanik. W Konkursie szopek krakowskich bierze udział od 1970 roku. Jest laureatem I nagrody w roku 1981. W innych latach zdobył kilka nagród II i III. Specjalizuje się w szopkach małych. Jest wnukiem wybitnego szopkarza – Stanisława Paczyńskiego. Wykonał ponad 50 szopek, znajdujących się m.in. w zbiorach w Stanach Zjednoczonych i Austrii.  Jego prace znajdują się w kolekcji Muzeum Historycznego Miasta Krakowa. W 2018 r. otrzymał odznakę honorową „Zasłużony dla Kultury Polskiej”. W 2025 został odznaczony Srebrnym Krzyżem Zasługi.